# Yaël Nazé
Yaël Nazé es una astrofísica belga que trabaja en la Universidad de Lieja. Se especializa en estrellas masivas y sus interacciones con su entorno. 

## Biografía
Proviene de lo que describe como una parte pobre de Bélgica donde la gente disfrutaba de la observación de estrellas.  A los diez años consideró la meteorología, pero a los doce se interesó por la astronomía.  Recibió su doctorado en marzo de 2004 y se calificó como investigadora FNRS desde 2009. Dedica parte de su tiempo libre a la divulgación de las ciencias a través de conferencias, animaciones, exposiciones y artículos. Ha escrito varios libros que le han valido varios premios.  Su trabajo científico ha sido igual de recompensado.

## Libros
- Les couleurs de l'Univers, Belin, 2005 (prix d'astronomie de Haute Maurienne 2006, prix biennal Hainuyer de vulgarisation scientifique 2006)
- L'astronomie au féminin, Vuibert, 2006 et CNRS éditions, 2014 ( Plume d'or 2006, prix Verdickt-Rijdams 2007)
- Histoire du télescope, la contemplación de los universitarios de los primeros instrumentos de las máquinas de los célestes, Vuibert, 2009
- L'astronomie des anciens, Belin, 2009 (prix Jean-Rostand 2009)
- Cahier d'exploration du ciel I. Découvrir l'Univers, Réjouisciences, 2009
- Cahier d'exploration du ciel II. Mesurer l'Univers, Réjouisciences, 2012
- La cuisine du cosmos - cahier de (g) astronomie, Réjouisciences, 2012
- Voyager dans l'espace, ediciones CNRS, 2013 ( fr: prix Roberval , 2014)
- A la recherches d'autres mondes - les exoplanètes, Académie Royale de Belgique - éditions, collection academie en poche, octubre de 2013
- Art & Astronomie - Impresiones célestes, Omnisciences, octubre de 2015

## Obras populares
- En 2018, analizó la controversia sobre una tesis de doctorado propuesta por un estudiante de la Universidad de Sfax, que defendía una tierra plana, así como un modelo geocéntrico del sistema solar y una Tierra joven. La disertación, que no había sido aprobada por el comité encargado de supervisar las tesis de estudios ambientales, se había hecho pública y denunciada en 2017 por el profesor Hafedh Ateb, fundador de la Sociedad Astronómica de Túnez en su página de Facebook .[5]